# Tholera carboniosa
Tholera carboniosa là một loài bướm đêm trong họ Noctuidae.